# Falkenhagen (Pritzwalk)
Falkenhagen ist ein Ortsteil der Stadt Pritzwalk im Landkreis Prignitz in Brandenburg.

## Geografie
Der Ort liegt sieben Kilometer nordnordöstlich von Pritzwalk. Die Nachbarorte sind Gerdshagen im Norden, Neu Falkenhagen, Rapshagen und Rohlsdorf im Nordosten, Ellershagen im Osten, Kuckuck, Sadenbeck, Mittelmühle und Streckenthin im Südosten, Birkenfelde im Süden, Langhof und Kammermark im Südwesten, Felsenhagen im Westen sowie Preddöhl und Giesenhagen im Nordwesten.

## Geschichte
Die erste schriftliche Erwähnung von Falkenhagen stammt aus dem Jahr 1312. Darin wurde der Ort unter „Zegherus Valkenhaghen“, Ratsherr in Pritzwalk, verzeichnet. Bis 1816 gehörte der Ort zum Kreis Pritzwalk in der Provinz Prignitz; ein Teil der Kurmark der Mark Brandenburg und kam anschließend zum Kreis Ostprignitz. Ab 1952 gehörte Falkenhagen zum Kreis Pritzwalk im Bezirk Potsdam. Seit dem 6. Dezember 1993 ist der Ort ein Teil des heutigen Landkreises Prignitz.
Von 1992 bis 2002 war die ehemalige Gemeinde Teil des Amtes Pritzwalk-Land. Seit der Eingemeindung am 31. Dezember 2002 ist Falkenhagen ein Ortsteil von Pritzwalk.

## Sehenswürdigkeiten

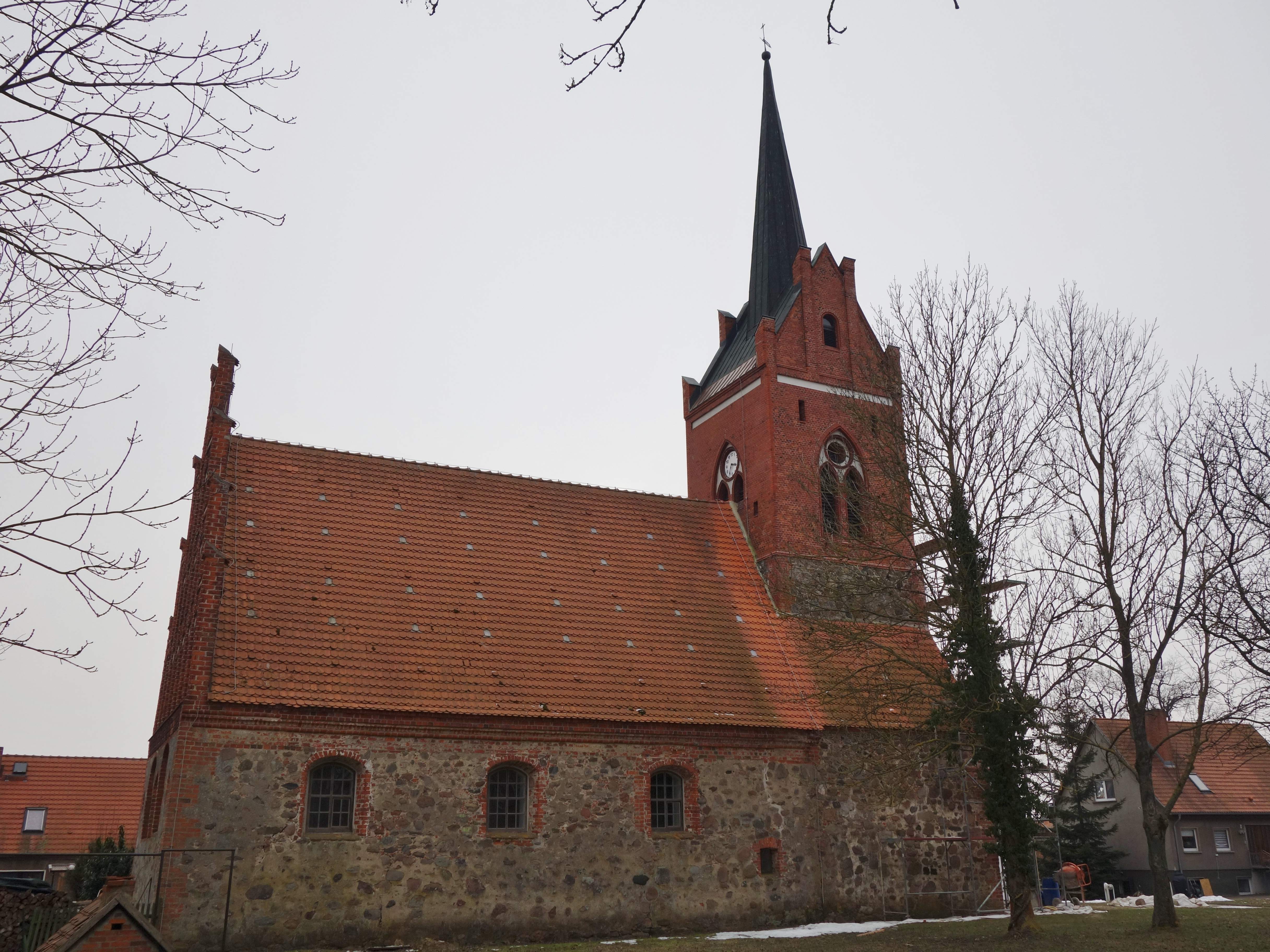
Dorfkirche

Die Dorfkirche im Ort, das alte Bahnhofsgebäude und mehrere Bauernhöfe gehören zu den Baudenkmalen in Pritzwalk.

## Wirtschaft und Infrastruktur
Am 21. August 2012 begann die Firma E.ON im Ort mit dem Bau einer Pilotanlage zur Speicherung von Windstrom im Erdgasnetz. Ende August 2013 wurde die Pilotanlage in Betrieb genommen. Die Power-to-Gas Anlage nimmt durch Windkraftanlagen erzeugten, überschüssigen Strom, der nicht in das Netz eingespeist werden kann, auf. Mit dem Strom werden durch Alkali-Elektrolyse rund 360 Normkubikmeter (m³) Wasserstoff pro Stunde produziert, die in das regionale Ferngasnetz eingespeist werden.
Verkehr
Falkenhagen liegt an der Bahnstrecke Neustadt–Meyenburg. Der Bahnhof Falkenhagen (Prign) wurde im Jahr 2007
geschlossen und durch den neuen Halt Falkenhagen Gewerbepark Prignitz etwa einen Kilometer nördlich ersetzt. Er wird unter der Woche mit fünf, und am Wochenende mit drei Zugpaaren der Regionalbahnlinie RB 74 bedient, die von der Hanseatischen Eisenbahn (HANS) betrieben wird.

## Söhne und Töchter
- Ernst-Günther Baade